# Ghatlodiya
Ghatlodiya è una suddivisione dell'India, classificata come municipality, di 106.259 abitanti, situata nel distretto di Ahmedabad, nello stato federato del Gujarat. In base al numero di abitanti la città rientra nella classe I (da 100.000 persone in su).

## Geografia fisica
La città è situata a 23° 04' 08 N e 72° 32' 21 E.

## Società

### Evoluzione demografica
Al censimento del 2001 la popolazione di Ghatlodiya assommava a 106.259 persone, delle quali 56.040 maschi e 50.219 femmine. I bambini di età inferiore o uguale ai sei anni assommavano a 11.115, dei quali 6.138 maschi e 4.977 femmine. Infine, coloro che erano in grado di saper almeno leggere e scrivere erano 87.910, dei quali 47.674 maschi e 40.236 femmine.